# Cservenka Sándor
Cservenka Sándor (? – ?) kétszeres magyar bajnok labdarúgó, csatár.

## Pályafutása
1901 és 1902 között a BTC-ben szerepelt. Kétszeres magyar bajnok volt a csapattal.

## Sikerei, díjai
- Magyar bajnokság
  - bajnok: 1901, 1902